# Primorski
För Primorskij kraj i Ryssland, se Primorskij kraj.
Primorski är ett distrikt i Bulgarien.   Det ligger i kommunen Obsjtina Varna och regionen Oblast Varna, i den östra delen av landet, 400 km öster om huvudstaden Sofia.